# Armenia na Letnich Igrzyskach Paraolimpijskich 2004
Armenia na Letnich Igrzyskach Paraolimpijskich 2004 w Atenach była reprezentowana przez dwoje sportowców, którzy nie zdobyli żadnego medalu. Był to trzeci występ tego państwa na letnich igrzyskach paraolimpijskich (po startach w roku 1996 i 2000). 

## Wyniki

### Łucznictwo
Kobiety
| Zawodnik        | Konkurencja | Runda rankingowa | Runda rankingowa | 1/8                     | Ćwierćfinały     | Półfinały        | Finał            | Finał   | Źródło |
| Zawodnik        | Konkurencja | Wynik            | Miejsce          | Przeciwnik Wynik        | Przeciwnik Wynik | Przeciwnik Wynik | Przeciwnik Wynik | Pozycja | Źródło |
| --------------- | ----------- | ---------------- | ---------------- | ----------------------- | ---------------- | ---------------- | ---------------- | ------- | ------ |
| Marine Hakobjan | W1/W2       | 101              | 16               | Nako Hirasawa P 101–142 | NQ               | NQ               | NQ               | 9–16    | [ 2 ]  |

### Podnoszenie ciężarów
Mężczyźni
| Zawodnik           | Kategoria | Wynik    | Pozycja | Źródło |
| ------------------ | --------- | -------- | ------- | ------ |
| Gework Karakaszjan | –67,5 kg  | 137,5 kg | 9       | [ 3 ]  |